# ديفيد كاناس
ديفيد كاناس (بالإسبانية: David Cañas Fernández)‏ هو لاعب كرة قدم إسباني، ولد في 26 أغسطس 1978 في إشبيلية في إسبانيا. شارك مع منتخب إسبانيا تحت 16 سنة لكرة القدم. أما مع النوادي، فقد لعب مع إشبيلية أتلتيكو وبوليديبورتيفو إيخيذو ونادي ألباسيتي ونادي إشبيلية ونادي جيرونا ونادي خيتافي ونادي سالامانكا ونادي سبتة.

## وصلات خارجية
- ديفيد كاناس على موقع قاعدة بيانات كرة القدم.إي يو (الإنجليزية)